# Ritual
För andra betydelser, se Ritual (olika betydelser).
En ritual är en social handling med symbolisk betydelse. Ritualer är varje form av handling som upprepas vid bestämda tider och på bestämda sätt. Man gör något visst just den dagen varje år och en ritual ses ofta som avskild från den konkreta vardagen genom att vara stiliserad och formaliserad, ett repetitativt kollektivt beteendemönster. Begreppet ritual används oftast för att beskriva beteendemönster i religiösa sammanhang men kan lika väl omfatta icke-religiösa ritualer. En religiös ritual är exempelvis en ceremoni (en fastställd ordning för en förrättning) till exempel en gudstjänst, begravningsritual, bröllop, vigsel, dop, konfirmation eller böneläsning. 
Inom vetenskaper som exempelvis etnologi, använder man begreppet ritual för att beskriva ett skeende (med symboliskt värde). Man talar till exempel om ritualer för att stärka grupptillhörigheter. Övergångsriter som markerar att man lämnar en livsfas, eller initiationsriter för att bli innesluten i en särskild grupp är exempel på rituella handlingar som stärker grupptillhörigheten, till exempel de test man måste genomgå för att få bli medlem i ett slutet sällskap, eller firandet av studentexamen som en markör för att man nu övergår till vuxenlivet. Ritualerna markerar kollektivets självbild och skapar sammanhållning.
Enligt kulturantropologen Mary Douglas i boken "Ungdomsgrupper i teori och praktik", Philip Lalander, Thomas Johansson har människan ett ständigt behov av att skapa en ordnad värld. Det kan innebära att psykiska och fysiska gränser dras mellan rent och smutsigt, natur och kultur, gott och ont, ute och inne eller manligt och kvinnligt. Douglas uttrycker det att människan har en mental karta (kosmologi) när det gäller hur den egna identiteten, gruppen och omvärlden beskrivs. Med ritualerna som fokus kan denna tro på den mentala kartan hos kollektivet fortsätta till det sanna och rätta, trots att det kan vara tvärtom. Ritualer kan således betraktas som redskap för att reducera andra grupper till ingenting och ens egen grupp till allting.
Ritualer förekommer inom alla religioner.

## Bahá'í
Exempel på ritualer inom uppenbarelsereligionen Bahá'í: 
- Kort äktenskapsvers
- Fasta i 19 dagar
- Begravningsbön
- Pilgrimsresa
- Vända sig mot Qiblih vid bön
- 95 gånger Alláh-u-Abhá

## Buddhism
Exempel på ritualer inom buddhismen: 
- Födelse
- Vigsel
- Medita

Om olika buddhistiska traditioner, se theravada, hinayana, mahayana.

## Hinduism
Exempel på ritualer inom hinduismen: 
- Japa
- Puja

## Islam
Exempel på ritualer inom islam: 
- Vända sig mot Mekka vid bönen
- Fasta
- Bön, se salah
- Pilgrimsresa
- Födelse
- Begravning
- Äktenskap
- Halalslakt
- Manlig omskärelse

## Judendom
Exempel på ritualer inom judendomen: 
- Omskärelse
- Födelse (Brit Milah)
- Ungdom (Bar/Bat Mitzva)
- Äktenskap
- Död
- Kosherslakt
- Dop

## Kristendom
Exempel på ritualer inom kristendomen:
- Gudstjänst
- Dop
- Konfirmation
- Äktenskap
- Begravning

## Zoroastrism
Exempel på ritualer inom zoroastrismen:
- Yasna, daglig morgonritual utförd av präster
- Navjote, initiationsritual för ungdomar
- Äktenskap
- Nouruz, ritualer knutna till den största högtiden på året
- Begravningsritual i dakhma

## Andra ritualer

### Sekulära alternativ
Ritualer förekommer även utan religiösa inslag. Humanistiska rörelser som till exempel IHEU ser ceremonier vid viktiga livshändelser som ett grundläggande mänskligt behov, frikopplat från trosuppfattningar.
- Barnvälkomnande
- Konfirmation
- Vigsel
- Begravning

### Forntiden
Också i mycket gamla religioner var det många ritualer. Paganismen är ett begrepp på dessa religionerna som även idag finns bland urbefolkningsgrupper.